# Ctenopelma longicrus
Ctenopelma longicrus är en stekelart som beskrevs av Barron 1981. Ctenopelma longicrus ingår i släktet Ctenopelma och familjen brokparasitsteklar. Inga underarter finns listade i Catalogue of Life.